# 水俣市立水東小学校
水俣市立水東小学校（みなまたしりつ すいとうしょうがっこう）は、熊本県水俣市初野にある小学校。

## 沿革
- 1875年（明治8年）- 津奈木村にあった集会所の家屋を同村字中園に移して津奈木小学校の分校として出発。
- 1889年（明治22年）- 水俣尋常小学校の分校となる。後に小津奈木尋常小学校として独立。
- 1901年（明治34年）- 水東尋常小学校に改称。
- 1941年（昭和16年）- 水東国民学校に改称。
- 1947年（昭和22年）- 葦北郡水俣町立水東小学校に改称、
- 1949年（昭和24年）- 水俣市立水東小学校に改称。